# Фалат, Юлиан
Юлиан Фалат (пол. Julian Fałat; 30 июля 1853, c. Тулиголово (ныне Львовская область, Украина) — 9 июля 1929, с. Быстра, Силезское воеводство, Польша) — выдающийся польский художник-акварелист, представитель реализма и пейзажного импрессионизма.

## Биография
В 1864—1869 годах учился в гимназии в Перемышле, затем поступил в Краковскую школу изящных искусств (1870—1871), где был учеником Владислава Лущкевича. Не имея средств на масляные краски, упражнялся в основном в акварельной живописи.
В 1872—1873 годах Юлиан Фалат выехал на Украину, работал художником на археологических раскопках, затем в Одессе — помощником архитектора.
В 1873 уехал в Швейцарию, затем в Мюнхен, где учился в Королевской баварской технической высшей школе, после окончания которой в 1878 г. поступил на работу по строительству железных дорог.
В 1878—1880 годы Юлиан Фалат совершенствовал мастерство живописи в Мюнхенской академии у А. Штраубера и Раабе. В этот период своего творчества писал в основном пейзажи, жанровые картины и портреты.
В 1881—1886 годах проживал в Варшаве, совершил ряд поездок в Италию, Испанию, на Ближний Восток, на Украину, в Жемайтию, Литву. В 1886 году, после выставки в Берлине серии акварелей с видами охоты князей Радзивиллов в Несвиже, Юлиан Фалат был назначен придворным художником Вильгельма II. В Берлине он оставался до 1895 года, в этот период был организатором польской художественной секции на Международной выставке в 1891 году.
В 1893 году Юлиан Фалат стал членом Берлинской академии художеств. Был награждён медалями на выставках в Берлине, Мюнхене и Вене.
В апреле 1895 года был назначен директором Школы изобразительных искусств в Кракове, в этой должности он проработал до 1910 г. Осуществил ряд мер по реформированию процесса обучения за счет приёма новых профессоров. Благодаря стараниям Фалата школа стала со временем Академией (1900 г.).
В 1894—1895 годах активно сотрудничал с художниками В. Коссаком, Я. Станиславскии и М. Горсткиным-Вивюрским. Участвовал в создании панорамы «Березина» («Переход армии Наполеона через Березину в 1812 г.», 1895 год).
Юлиан Фалат был одним из основателей в 1897 г. общества польских художников «Искусство» (пол. «Sztuka»). Принимал участие практически во всех выставках общества в стране и за рубежом.
В 1910 году поселился в Силезии. В 1921 г. стал директором департамента культуры и искусства при Министерстве вероисповеданий и народного просвещения.
Выставлял свои работы с 1878 года в Варшаве (с 1890 года являлся членом комитета варшавских выставок, в 1926 году стал его почётным членом), а также на международных выставках, в том числе в Париже — 1879, Берлине — 1891, Мюнхене — 1892, Дрездене и Вене — 1894, Сент-Луисе — 1904.
Писал главным образом зимние пейзажи, деревенские и охотничьи сцены. Стал широко известен главным образом акварельными работами (жанровые сцены, охота, зимние пейзажи, ландшафтные виды, историческая архитектура и др.). Выполнил ряд рисунков и иллюстраций схожей тематики для польских и зарубежных периодических изданий.
Две картины Юлиана Фалата были вывезены из Национального музея Польши во время фашистской оккупации в августе 1944 года и впоследствии попали в США. В 2011 году картины торжественно возвращены представителям Польши.

## Избранные картины
- «Посыпание пеплом» (Popielec, 1881)
- «Молящийся старик» (Modlący się starzec, 1881)
- «Возвращение с медведем» (Powrót z niedźwiedziem, 1892)
- «Мальчик с персиками» (Chłopiec z brzoskwiniami, 1882)
- «Переправа Наполеона через Березину» (Przejście Napoleona przez Berezynę, 1890)
- «Перед охотой в Рытвянах» (Przed polowaniem w Rytwianach, II пол. 90-х годов XIX века)
- «Березина» (Berezyna, 1907)
- «Снег» (Śnieg, 1907)

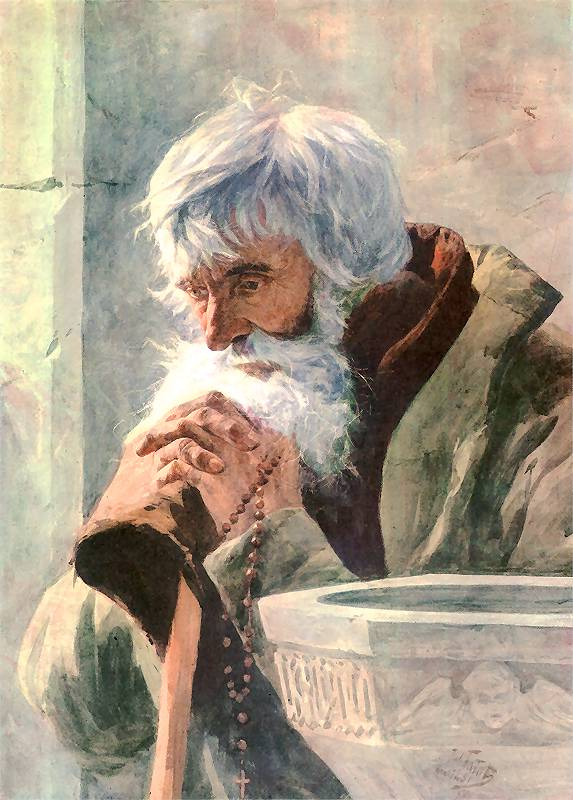
Молящийся старик
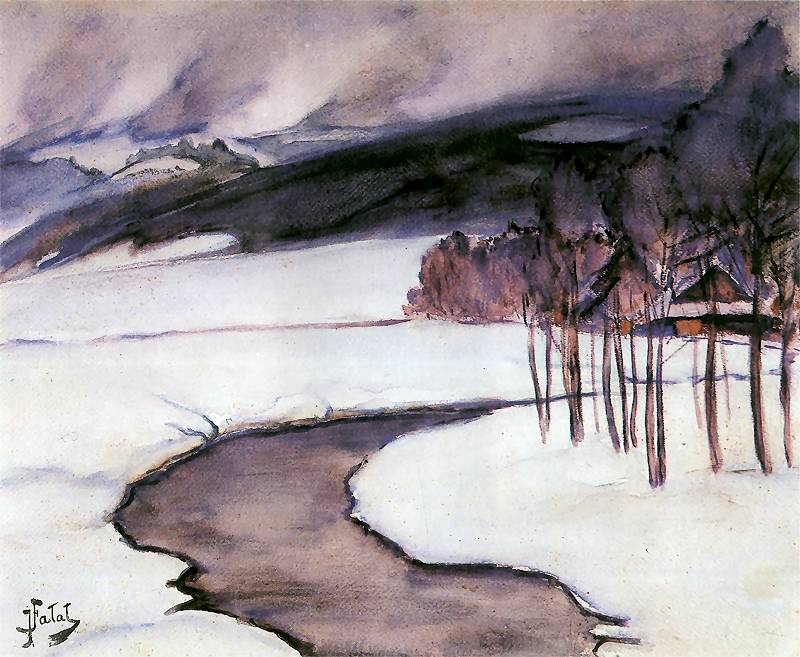
Зимний пейзаж в Быстрой
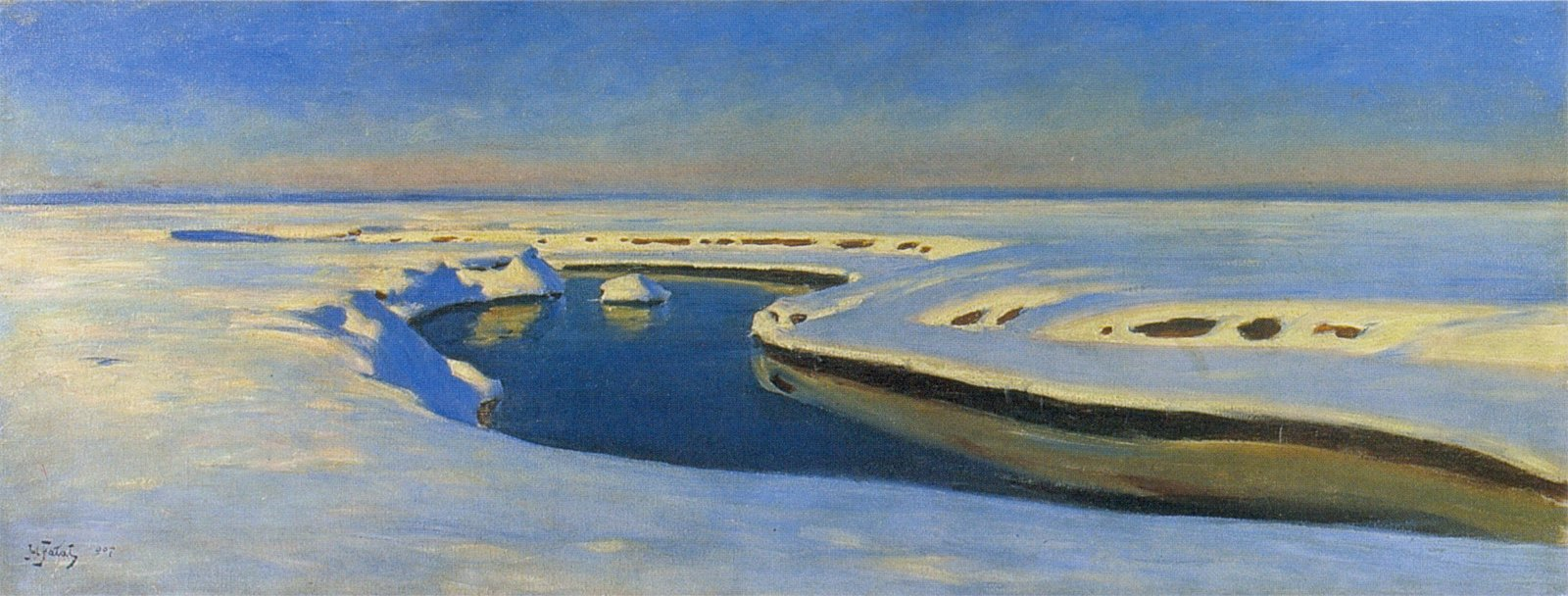
Снег
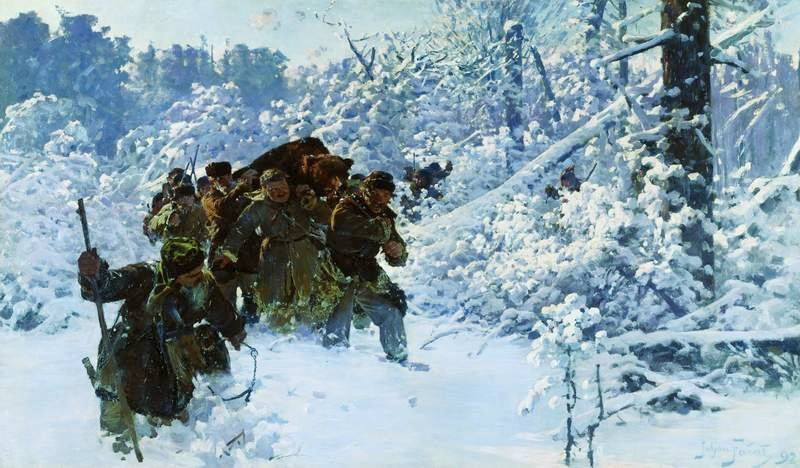
Возвращение с медведем
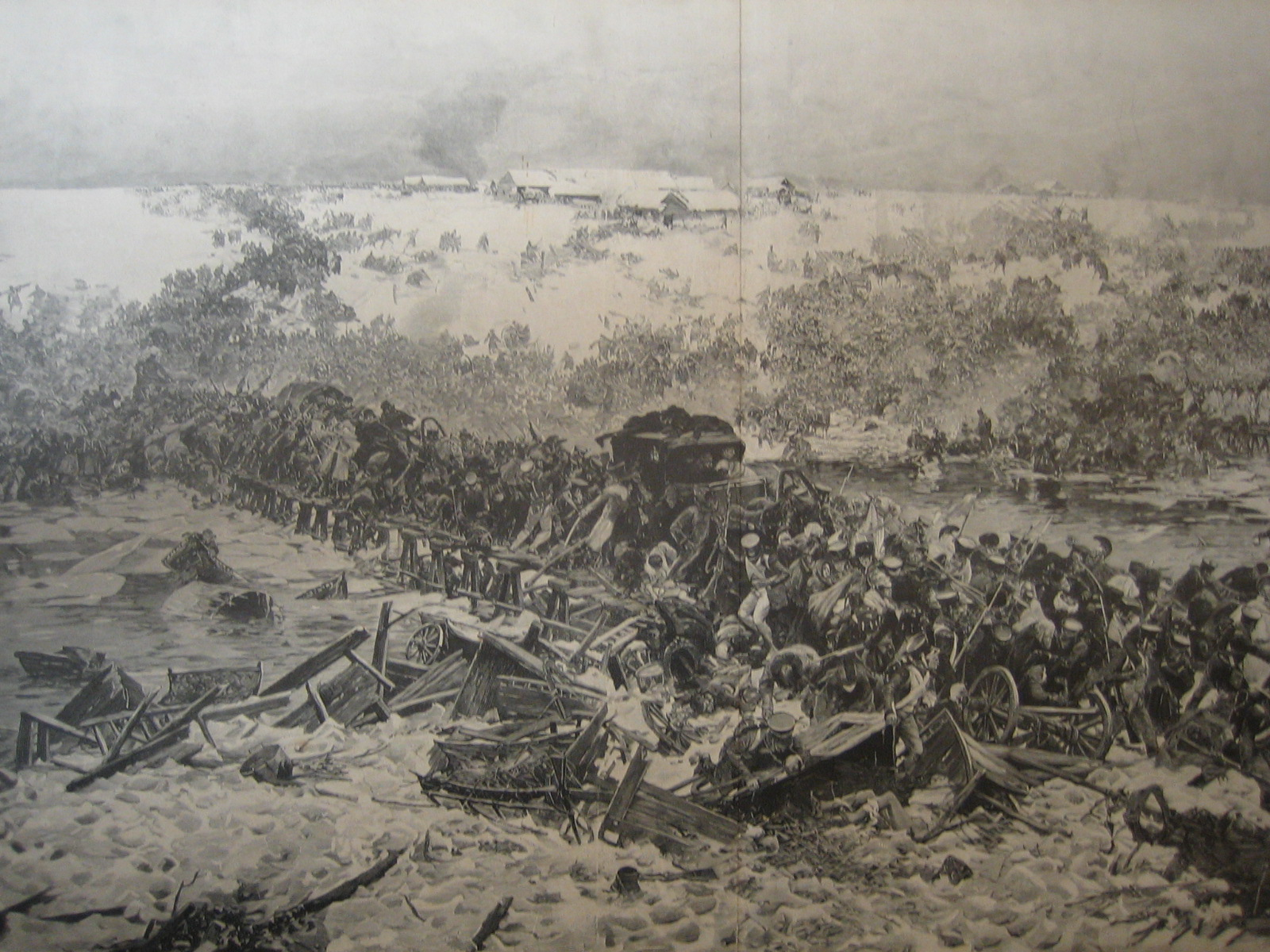
Переправа Наполеона через Березину